# قصر تعشات
قصر تعشات هو قصرٌ (قريةٌ محصنة) في المغرب، يقعُ في منطقة كتاوة. بني هذا القصر بتقنية التربة المدكوكة، حيثُ استعمل فيه الطين. تبلغ مساحته 0.24 هكتار.